# Carl Albert Anderson
Carl Albert Anderson (i riksdagen kallad Anderson i Bromma senare Anderson i Stockholm), född 19 juli 1899 i Filipstad, död 20 juli 1968 i Stockholm, direktör och socialdemokratisk politiker.
Anderson var ordförande i Stockholms Konsumentförening 1942–64 och i Kooperativa Förbundet 1957–64. Han var från 1938 ledamot av Stockholms stadsfullmäktige och var 1942–68 dess ordförande. Från 1954 tillhörde han riksdagens första kammare. I riksdagen skrev han 43 egna motioner, bland annat om undervisning och forskning, kulturstöd och rättsliga problem, t ex inrättande av en rättsnämnd för resningsfrågor. Han gjorde en interpellation om handläggningen av resningsärenden.
Han var ordförande i Svenska Gymnastikförbundet och Svenska Korporationsidrottsförbundet, ledamot av styrelsen för Stockholms högskola 1947–60 och ordförande i styrelsen för Stockholms stadion från 1957. Ledamot av 1944 års kommitté för kommunal samverkan.
På Södra stationsområdet finns en gata uppkallad efter honom, Carl Alberts gränd. Carl Albert Anderson är begravd i minneslunden på Skogskyrkogården i Stockholm.

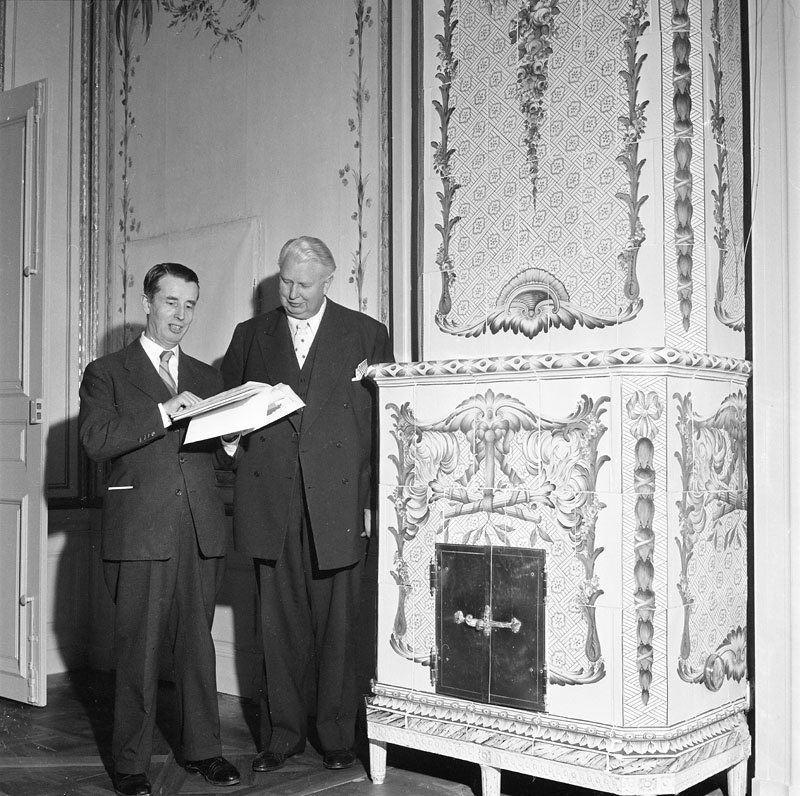
Sturehofs slott nyrestaurerat 1957; senare stadsantikvarien Gösta Selling och stadsfullmäktigeordföranden Anderson vid en av slottets alla Mariebergskakelugnar
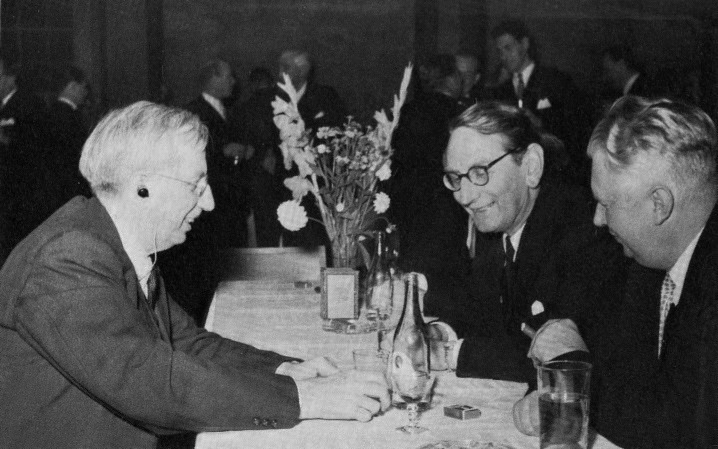
Vänskaplig paus i debatterna: Zeth Höglund, Yngve Larsson och Carl Albert Anderson, troligen sent 1940-tal
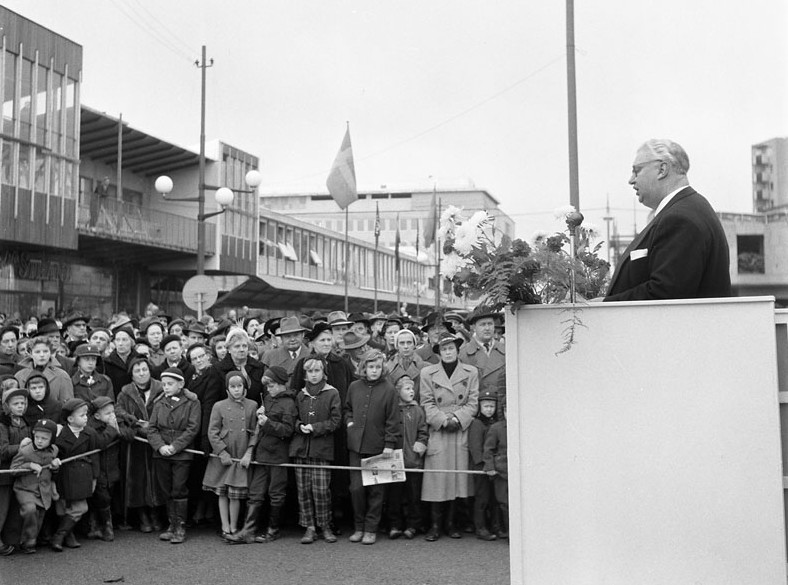
Carl Albert Anderson invigningstalar i Vällingby Centrum 14 november 1954.